# Museumsbahnhof
Als Museumsbahnhof werden Bahnhöfe bezeichnet, die als eigenes Exponat für den historischen Bahnbetrieb oder als Funktionsgebäude Teil eines Eisenbahnmuseums sind. Es handelt sich dabei in der Regel um Gebäude, aber auch Gleisanlagen, die ehemals dem Schienenverkehr gedient haben oder noch für den Betrieb einer Museumsbahn genutzt werden. Vereinzelt werden zu diesem Zweck aber auch Gebäude umgewidmet.
Der Begriff ist ein Kompositum aus den Worten Museum und Bahnhof. In Abgrenzung dazu werden Museen oder Kunstausstellungen in ehemaligen Bahnhofsgebäuden Bahnhofsmuseum oder Kunstbahnhof genannt.

## Bekannte Museumsbahnhöfe
- Museumsbahnhof Almstedt-Segeste
- Museumsbahnhof Bertsdorf
- Museumsbahnhof Dahlhausen (Wupper)
- Bahnhof Klein Mahner
- Bahnhof Kleinkummerfeld
- Bahnhof Magdeburgerforth
- Museumsbahnhof Markersdorf-Taura
- Museumsbahnhof Schönberg (Holstein)[5]
- Museumsbahnhof Seebrugg
- Museumsbahnhof Vienenburg
- Bahnhof Heiligenstadt (Eichsfeld) Ost